# 파라과이강
파라과이강(스페인어: Río Paraguay, 브라질 포르투갈어: Rio Paraguai 히우 파우라구아이, 문화어: 빠라과이강)는 남아메리카 중부를 흐르는 강이다. 라플라타강 수계에 속하며, 길이는 약 2549 km이다. 브라질의 마투그로수주의 고원에서 발원하여 대체로 남쪽으로 흘러가는 남아메리카의 중요한 강의 하나이다. 판타날의 물을 모으고, 브라질과 볼리비아 국경을 형성한 후 다시 브라질과 파라과이의 국경을 이루고 파라과이 국토의 중앙부를 지나간다. 파라과이의 수도 아순시온을 지난 후, 파라과이와 아르헨티나의 국경을 이루고, 코리엔테스 북쪽에서 파라나강에 합류한다.
파라나강과의 합류점에서 아순시온 사이의 하류부는 남아메리카의 중요한 수상 교통로로 이용되며, 특히 바다가 없는 내륙국 파라과이에서 중요한 위치를 차지한다. 그러나 브라질 방면의 상류는 습지이며, 계절에 따라 유량의 차이가 큰 편이다.